# ریمند مور (تنیس‌باز)
 ریمند مور (انگلیسی: Raymond Moore؛ زاده ۲۴ اوت ۱۹۴۶) یک تنیس‌باز اهل آفریقای جنوبی است.